# バルタール

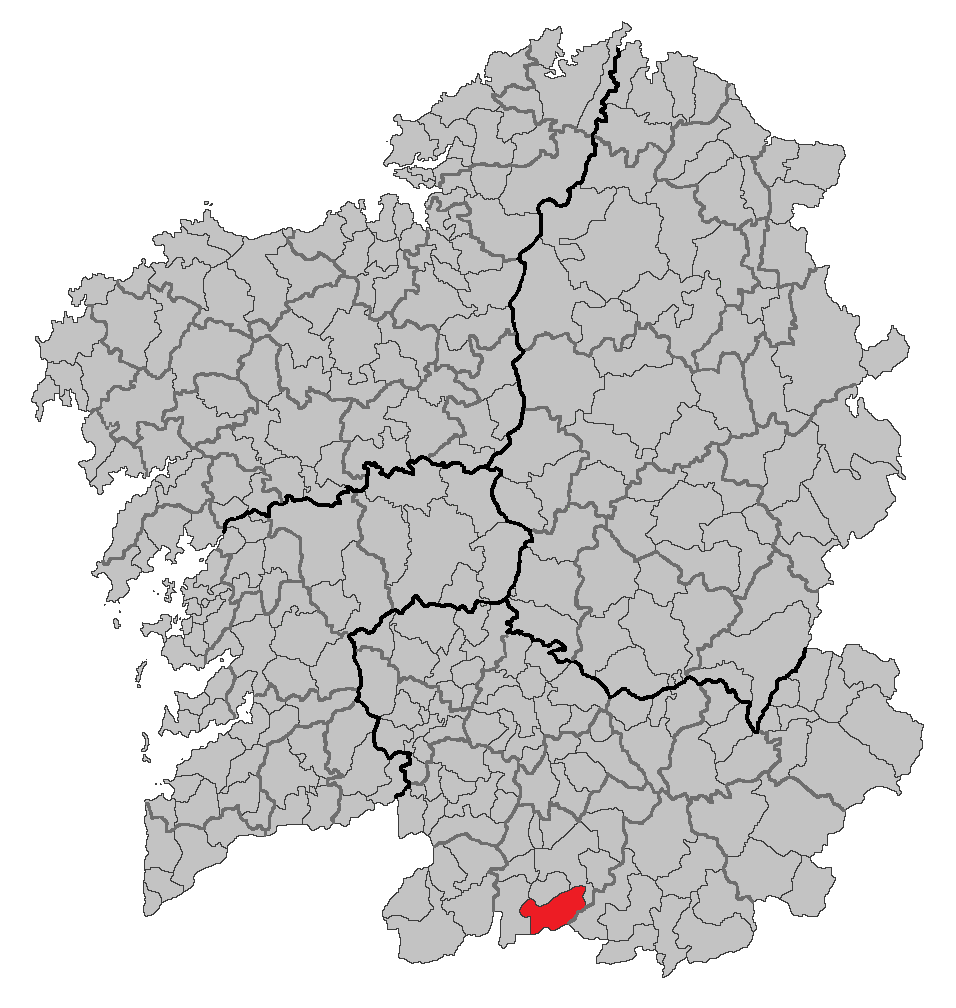

バルタール（Baltar）はスペイン、ガリシア州、オウレンセ県の自治体、コマルカ・ダ・リミアに属する。スペイン国立統計局によると、2010年の人口は1,114人（2009年：1,144人、2006年：1,149人、2005年：1,177人、2004年：1,180人、2003年：1,189人）。住民呼称はbaltareño/-a。
ガリシア語話者の自治体人口に占める割合は99.10％（2001年）。

## 地理
バルタールはオウレンセ県の南部に位置し、コマルカ・ダ・リミアに属する。北はオス・ブランコスと、北から東にかけてはシンソ・デ・リミア、東はクアレドロ、西はカルボス・デ・ランディンの各自治体と隣接、そして南はポルトガルと接している。自治体中心地区はバルタール教区のバルタール地区。

### 人口
| バルタールの人口推移 1900－2010                         |
|                                                         |
| 出典:INE（スペイン国立統計局）1900年 - 1991年、1996年 - |

## 政治
自治体首長はガリシア国民党（PPdeG）のホセ・アントーニオ・フェイホー・アロンソ（José Antonio Feijoo Alonso）、自治体評議員はガリシア国民党：6、ガリシア民族主義ブロック（BNG）：1、ガリシア社会党（PSdeG-PSOE）：1、ADEI-O（Agrupación de Independientes de Orense、オレンセ独立連合）：1となっている（2007年の自治体選挙の結果、得票順）。 

## 教区
バルタールは7の教区に分けられる。太字は自治体中心地区のある教区。
- アバーデス（サン・パイオ）
- バルタール（サン・バルトロメウ）
- ガラベーロス・ド・ボウソ（サンティアーゴ）
- ニニョダギーア（サン・ロウレンソ）
- テショス（サンタ・マリーア）
- トセンデ（サン・ロウレンソ）
- ビラマイヨール・ダ・ボウジョーサ（サンタ・マリーア）